# Caranusca
Caranusca là một chi bướm đêm thuộc họ Noctuidae.